# 구례 화엄사 각황전
화엄사 각황전(華嚴寺 覺皇殿)은 전라남도 구례군 마산면 화엄사에 있는 조선시대의 불전이다. 대한민국의 국보 제67호로 지정되어 있다. 본래 이름은 장육전이다.
부처님의 몸을 가리켜 장육금신(丈六金身)이라고 해서 본래 장육전에는 석가 여래의 모습만한 금색의 불상을 모셔놓았던 것으로 추정되고 있으며, 본래 이 건물은 신라 문무왕 10년(670년)에 의상대사가 3층, 사면 7칸의 장육전을 건립하고 사방벽에 화엄석경을 새겼다고 한다. 그러나 장육전은 임진왜란 때 불타버려 당시의 모습이나 불상은 찾아볼 수가 없다.
화엄사가 임진왜란 때 소실된 후 30년 만인 조선 인조 14년(1636년) 벽암선사가 복구했으나 각황전만은 복구되지 못했다가 조선 숙종 25년(1699년) 계파대사가 중건했다. 현재의 건물은 1643년(인조 21년)에 재건한 것이다.
성층(成層)으로 높이 쌓은 석단(石壇) 위에 서향(西向)하여 서 있다. 정면 7칸(26.8m), 측면 5칸(18.3m), 높이 15m로 내부 전체가 한 칸의 방으로 만들어졌다.
중층(中層)의 웅대한 건축물로써 그 내부에는 청판(廳板)을 깔아 중앙의 5칸 3면에 기둥을 세웠다. 기둥 하나 하나는 한 그루의 나무로만 만들어져 있다.
중앙에 불단을 설치하여 거대한 불상을 안치하고 천장을 우물정자 모양으로 주변이 경사지게 한 것은 한국에서 그 예가 드물다.

## 참고자료
- 구례 화엄사 각황전 - 국가유산청 국가유산포털